# PSR J1719-1438 b
PSR J1719-1438 b — екзопланета, яка знаходиться у сузір'ї Змії на орбіті навколо пульсара PSR J1719-1438. Була виявлена 25 серпня 2011 року. PSR J1719-1438 b складається повністю з вуглецю з високою щільністю, тобто з справжнього алмазу. Колись ця планета була зорею-білим карликом, але вона знаходилась близько до масивнішої зорі, і втратила 99 % своєї матерії, зберігши лише тверде вуглецеве ядро. Необхідна температура і тиск, що створюється силою гравітації, перетворили вуглець на алмаз. Це найщільніша відома планета, що перевищує майже в 20 разів щільність Юпітера (близько 23 разів більше щільності води).

## Історія відкриття
Екзопланету PSR J1719-1438 b було відкрито 25 серпня 2011 року у процесі вивчення мілісекундного пульсара PSR J1719-1438, що обертається з періодом ~5,7 мс. Відкриття здійснила команда під керівництвом професора Метью Бейлза з Університету Свінбурна в Австралії. Виявлення стало можливим завдяки методу таймінгу пульсара, що дозволяє фіксувати малі відхилення у часі надходження радіоімпульсів. Дані для аналізу було зібрано за допомогою декількох радіотелескопів, зокрема телескопа Паркса (Австралія), телескопа Ловелла (Велика Британія) та телескопів на Гаваях.
У ході обробки сигналів були виявлені періодичні варіації, які свідчили про наявність орбітального об’єкта – дуже щільної планети. За оцінками, вона мала масу, близьку до маси Юпітера, але вкрай малий радіус і надзвичайну густину — понад 20 г/см³. Такі характеристики дали підставу вважати, що планета є залишком білого карлика, що втратив більшість своєї маси в процесі еволюції подвійної системи, і складається переважно з кристалізованого вуглецю — по суті, алмазу.